# Belondira perplexa
Belondira perplexa är en rundmaskart. Belondira perplexa ingår i släktet Belondira och familjen Belondiridae. Inga underarter finns listade i Catalogue of Life.